# Малеркотла (княжество)

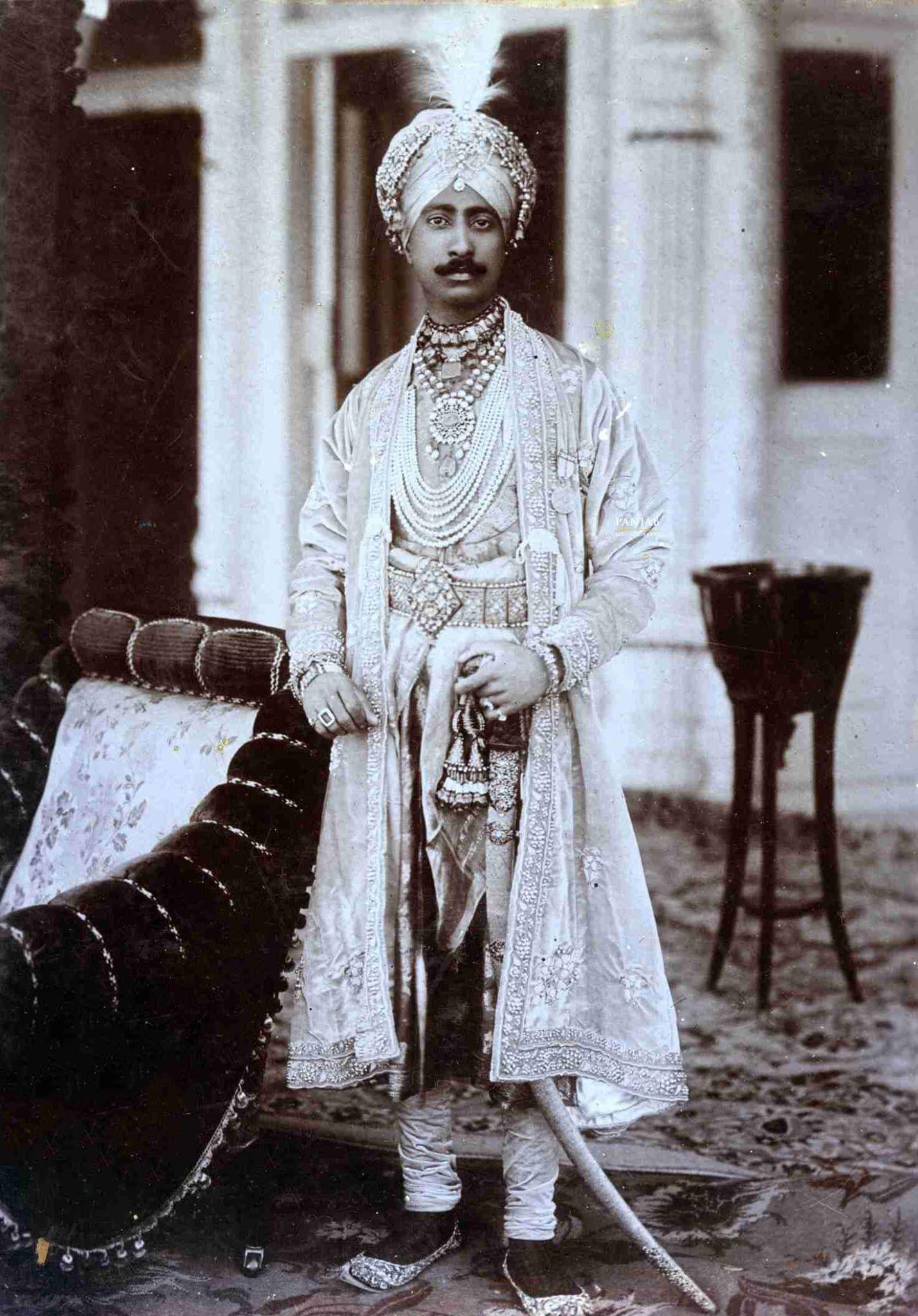
Наваб Ахмад Али Хан Бахадур (1881—1947)

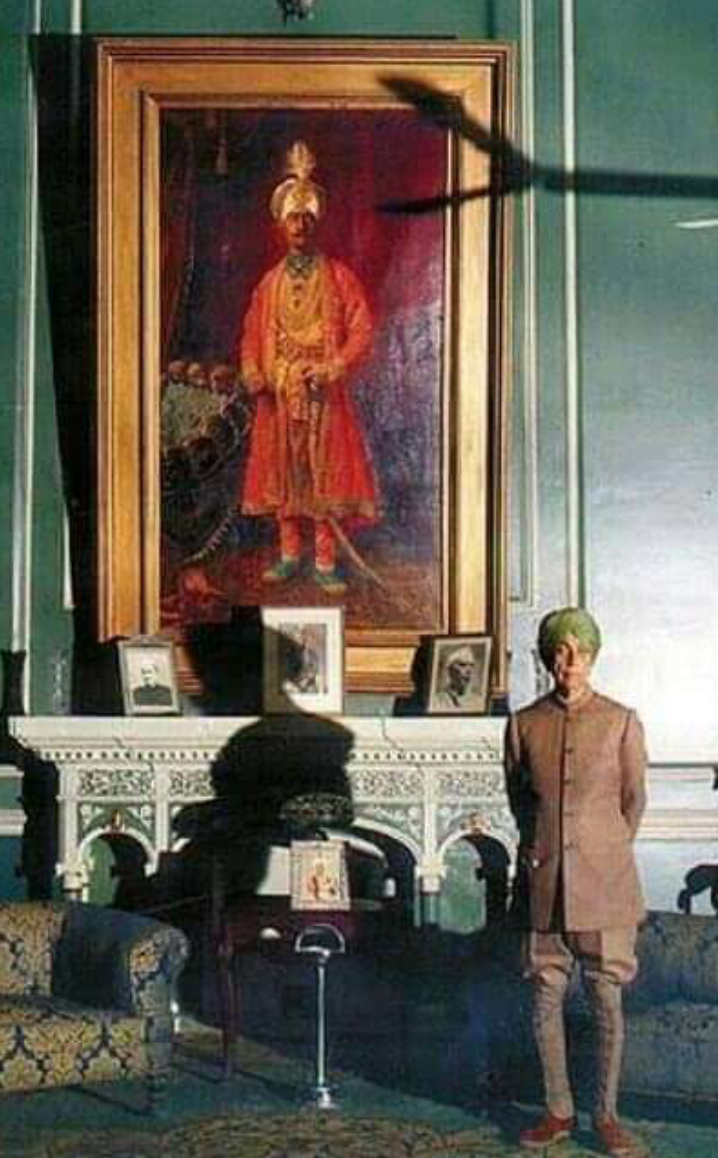
Ифтикхар Али Хан (1904—1982)

Княжество Малеркотла или Малер-котла — туземное княжество в регионе Пенджаб в эпоху Британской Индии. Последний правитель Малер-котлы подписал акт о присоединении к Индийскому союзу 20 августа 1948 года. Его правители принадлежали к Патанской династии, а столица находилась в Малеркотле. Княжество принадлежал Агентству Пенджабских княжеств.
Во время раздела Индии последний наваб Ифтикхар Али Хан остался в Малер-котле и умер в 1982 году. Он похоронен на кладбище Шахи, расположенном у ворот Сирханди. Однако часть правящей семьи княжества Малеркотла мигрировала в Пакистан, и их члены проживают в основном в Лахоре, а также в Музаффаргархе и Хангархе.

## История
Государство-предшественник было основано в 1454 году шейхом Садруддином-и-Джаханом, набожным человеком из племени Шервани в Афганистане, и управлялось его потомками.
Местная традиция гласит, что Бехлол Лодхи (1451—1517), афганский царь, владевший большей частью западной Индии, пожелал править Дели и по пути попал в песчаный сугроб. В темноте царь заметил тусклый свет лампы, все еще горевшей на ветру. Это была хижина Шейха Садреддина, и когда царь узнал об этом, он пришел в хижину, чтобы выразить свое уважение, и попросил святого человека помолиться о том, чтобы он родил сына и одержал победу. В 1451—1452 году царь выдал свою дочь Тадж-Мурассу замуж за Шейха Садруддина после того, как тот был возведен на трон в Дели, а также подарил ему область Малеркотла в качестве джагира (поместья) .
Потомки Шейха Садруддина разделились на две группы. Один из них начал править государством и получил титул наваба, когда возникла Империя Великих Моголов. Другая ветвь жила вокруг святилища Шейха Садруддина, контролируя его доходы от паломников.
Государство Малеркотла было основано в 1657 году Баязид-Ханом. После спасения жизни могольского императора Аурангзеба во время нападения тигра Баязид-Хан получил привилегию построить форт, который он назвал Малеркотла и в конечном итоге дал свое название государству. 3 мая 1809 года княжество Малеркотла стало британским протекторатом и было включено в состав государств Cis-Sutlej до 1862 года. Малеркотла заняла 12-е место в Пенджабском Дарбаре в 1890 году. Во время беспорядков 1947 года, когда Пенджаб был охвачен пламенем, княжество Малеркотла не стало свидетелем ни одного случая насилия; несмотря на все это, оно оставался единственным островом мира.
Корни общинной гармонии в этом районе восходят к 1705 году, когда Сахибзада Фатех Сингх и Сахибзада Зоравар Сингх, сыновья 10-го сикхского гуру Гобинда Сингха, были заживо замурованы по приказу губернатора Сирхинда Вазир-Хана. Его близкий родственник Шер Мохаммед-Хан, Наваб из Малеркотлы, присутствовавший на суде, подал яростный протест против этого бесчеловечного акта и заявил, что он противоречит исламу. Тем не менее Вазир-Хан еще при жизни приказал замучить сыновей сикхского гуру и замуровать их в стену. На это Наваб Малеркотлы в знак протеста вышел из зала суда. Гуру Гобинд Сингх, узнав об этом добром и гуманном подходе, щедро поблагодарил наваба Малеркотлы и благословил его своими Хукамнамой, Кирпаном и т. д. В знак признания этого акта княжество Малеркотла не стало свидетелем ни одного случая насилия во время раздела Индии. Многие местные жители связывают это мирное настроение с присутствием святилища «Баба Хайдар Шейх», суфийского святого, который основал город Малеркотла более 500 лет назад.
После обретения Индией независимости и подписания документа о присоединении к Индийскому Союзу в 1948 году Малеркотла присоединился к недавно созданному штату Патиала и союз госудпарств восточного Пенджаба вплоть до его слияния с Пенджабом в 1956 году.

## Правители
Правители носили титул «Наваб». Они получил право на 11-пушечный салют от английской колониальной администрации.
| Имя | Имя | Начало правления | Конец правления |
| --- | --- | ---------------- | --------------- |
| 1   | Шер Мухаммад Хан Бахадур (1640—1712), старший сын Нааваба Фируз-Хана, наваба Малеркотлы (1659—1672)                                                                | 1672             | 1712            |
| 2   | Гулам Хусейн Хан (? — 1734), старший сын предыдущего | 1712             | 1717            |
| 3   | Джамал Хан (? — 1762), младший брат предыдущего | 1717             | 1762            |
| 4   | Бхикан Хан (? — 1763/1764), старший сын предыдущего | 1762             | 1763/1764       |
|     | Хан Сахиб Хан Бахадур Хан (? — 1766) — регент княжества при своем племяннике, узурпировавший власть. Второй сын Наваба Джамала Хана                                | 1764             | 1766            |
| 5   | Хан Сахиб Умар Хан (? — 1 ноября 1780), третий сын Наваба Джамала Хана                                                                                             | 1766             | 1 ноября 1780   |
| 6   | Хан Сахиб Асадулла Хан (? — апрель 1784), четвертый сын Наваба Джамала Хана                                                                                        | 1 ноября 1780    | апрель 1784     |
| 7   | Хан Атаулла Хан (? — 14 августа 1809), пятый сын Наваба Джамала Хана                                                                                               | апрель 1784      | 14 августа 1809 |
| 8   | Мухаммад Вазир Али Хан (? — 4 сентября 1821), старший сын Бхикана Хана                                                                                             | 14 августа 1809  | 4 сентября 1821 |
| 9   | Амир али Хан Бахадур (? — 8 апреля 1846), единственный сын предыдущего                                                                                             | 4 сентября 1821  | 8 апреля 1846   |
| 10  | Махбуб Али Хан Бахадур (? — 25 ноября 1857), единственный сын предыдущего                                                                                          | 8 апреля 1846    | 25 ноября 1857  |
| 11  | Эскандар Али Хан Бахадур (? — 16 июля 1871), сын предыдущего | 25 ноября 1857   | 16 июля 1871    |
| 12  | Мухаммад Ибрагим Али Хан (13 октября 1857 — 23 августа 1908), старший сын полковника Хан-Сахиба Мухаммеда Дилавар Али Хан из Рахматгарха, приёмный сын предыдущего | 16 июля 1871     | 23 августа 1908 |
|     | Сэр Ахмад Али Хан, регент | 1 февраля 1905   | 23 августа 1908 |
| 13  | Подполковник Ахмад Али Хан (10 сентября 1881 — 16 октября 1947), второй сын Мухаммада Ибрагима Али Хана                                                            | 23 августа 1908  | 15 августа 1947 |

#### Титулярные правители
| Имя | Начало правления | Конец правления |
| --- | ---------------- | --------------- |
| Подполковник Ахмад Али Хан (10 сентября 1881 — 16 октября 1947), второй сын Мухаммада Ибрагима Али Хана | 15 августа 1947  | 16 октября 1947 |
| Ифтикхар Али Хан (20 мая 1904 — 20 ноября 1982), старший сын предыдущего                                | 16 октября 1947  | 20 ноября 1982  |
| Мухаммад Альтаф Али Хан Бахадур (1912 — 9 сентября 1994), пятый сын Ахмада али Хана                     | 20 ноября 1982   | 9 сентября 1994 |
| Мухаммад Казим Али Хан Бахадур (род. октябрь 1936), единственный сын предыдущего                        | 9 сентября 1994  | настоящее время |